# シクロヘキシルヒドロペルオキシド
シクロヘキシルヒドロペルオキシド (cyclohexyl hydroperoxide) は、有機過酸化物、ペルオキシドの一種である。シクロヘキサンの酸素酸化によって生成する。シクロヘキサノンやシクロヘキサノールの製造に用いられることもある。